# Capillas
Capillas es un municipio y localidad española de la comarca de Tierra de Campos en la provincia de Palencia, comunidad autónoma de Castilla y León.

## Historia
Aparece documentada por primera vez como «Fonte de Capela» en 916, uno de los primeros núcleos repoblados de la región. Fue feudo de los obispos de León, que agruparon a todos los pobladores del lugar y amurallaron la población; la muralla contaba con dos puertas, de la que se ha conservado una, un arco ojival que se integró en el edificio del Ayuntamiento. Según la información recogida por el Catastro de Ensenada, "Dijeron llamar se esta villa Capillas de Campos".
Llegó a contar con cinco iglesias, de las que solo se conserva una, la de San Agustín.
En el siglo XVIII, contó con uno de los hospitales más importantes de la región, con 22 camas y salas de cirugía. Del edificio apenas quedan las columnas del patio de la capilla con que contaba el hospital.
Hasta entonces la villa era de señorío y perteneció al Duque de Medinaceli.Contaba con 140 casas y una en ruinas, además de 12 bodegas. A la caída del Antiguo Régimen la localidad se constituye en municipio constitucional en el partido de Frechilla. En el censo de 1842 contaba con 147 hogares y 765 vecinos.
Así se describe Capillas en la página 505 del tomo V del Diccionario geográfico-histórico de España y sus posesiones de Ultramar, obra impulsada por Pascual Madoz a mediados del siglo XIX:

CAPILLAS : v. con ayunt. en la prov. de Palencia (5 leg.), part. jud. de Frechilla (2), aud. terr. ye . g. de Valladolid (8), dióc. de León (15): SIT . en un llano con buena ventilación; su CLIMA es rigoroso en las estaciones de invierno y verano; las enfermedades comunes son fiebres, pulmonías y pleuresías. Tiene 160 CASA S , inclusa la consistorial, y en ella la cárcel ; una fuente con dos surtidores, que recibe las aguas por medio de arcaduces de las de un pozo, son de buena calidad para el uso común del vecindario; una escuela de instrucción primaria , común á ambos sexos, dotada con 1,100 rs. vn., concurrida por 30 ó 40 alumnos; igl. parr. (San Agustín), servida por un cura de primer ascenso, de presentación de los vec. en hijos patrimoniales, 5 beneficiados ad coram animarían y 2 capellanes de patronato particular; fuera de la pobl.hay una ermita titulada del Sto. Cristo del Humilladero. El TÉRM . confina N. Abarca; E . Castromocho; S. Boada, y O. Castrillo y Gata: en él se encuentra un molino harinero recientemente construido á orillas de la ria ó ramal del canal de Castilla que va á Rioseco , cuyas aguas le dan impulso á sus ruedas y fertilizan el TERRENO , que es de buena calidad y á propósito para el cultivo de cereales. Ademas de los CAMINOS locales, hay otros que conducen á Palencia, Valladolid y Rioseco , todos en muy mal estado. El CORREO se recibe de este último punto, los martes y viernes por medio de un baligero, y se despacha en iguales dias. PROD . : trigo, cebada, centeno,avena y vino ; cria ganado lanar con escasez, por falta de tierras para pastos; poca caza de liebres y alguna pesca de barbos, IND . : el molino de harina indicado y una fáb. de estameñas en decadencia, POBL. : 147 vec. , 765 alm. CAP . PROD. : 369,040 rs. IMP . : 4,967.

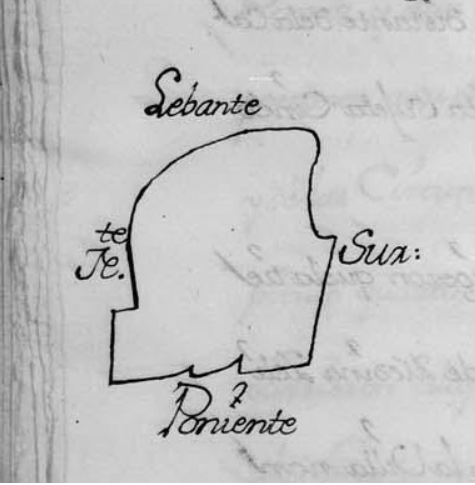
Forma de Capillas según el Catastro de Ensenada.

## Geografía humana

### Demografía
Cuenta con una población de 72 habitantes (INE 2024).
| Gráfica de evolución demográfica de Capillas entre 1842 y 2021                                                        |
| |
| Población de derecho según los censos de población del INE. Población de hecho según los censos de población del INE. |

| 1900 | 1910 | 1920 | 1930 | 1940 | 1950 | 1960 | 1970 | 1981 | 1991 | 2019 |
| 513  | 465  | 386  | 365  | 389  | 375  | 354  | 181  | 162  | 143  | 77   |

### Economía

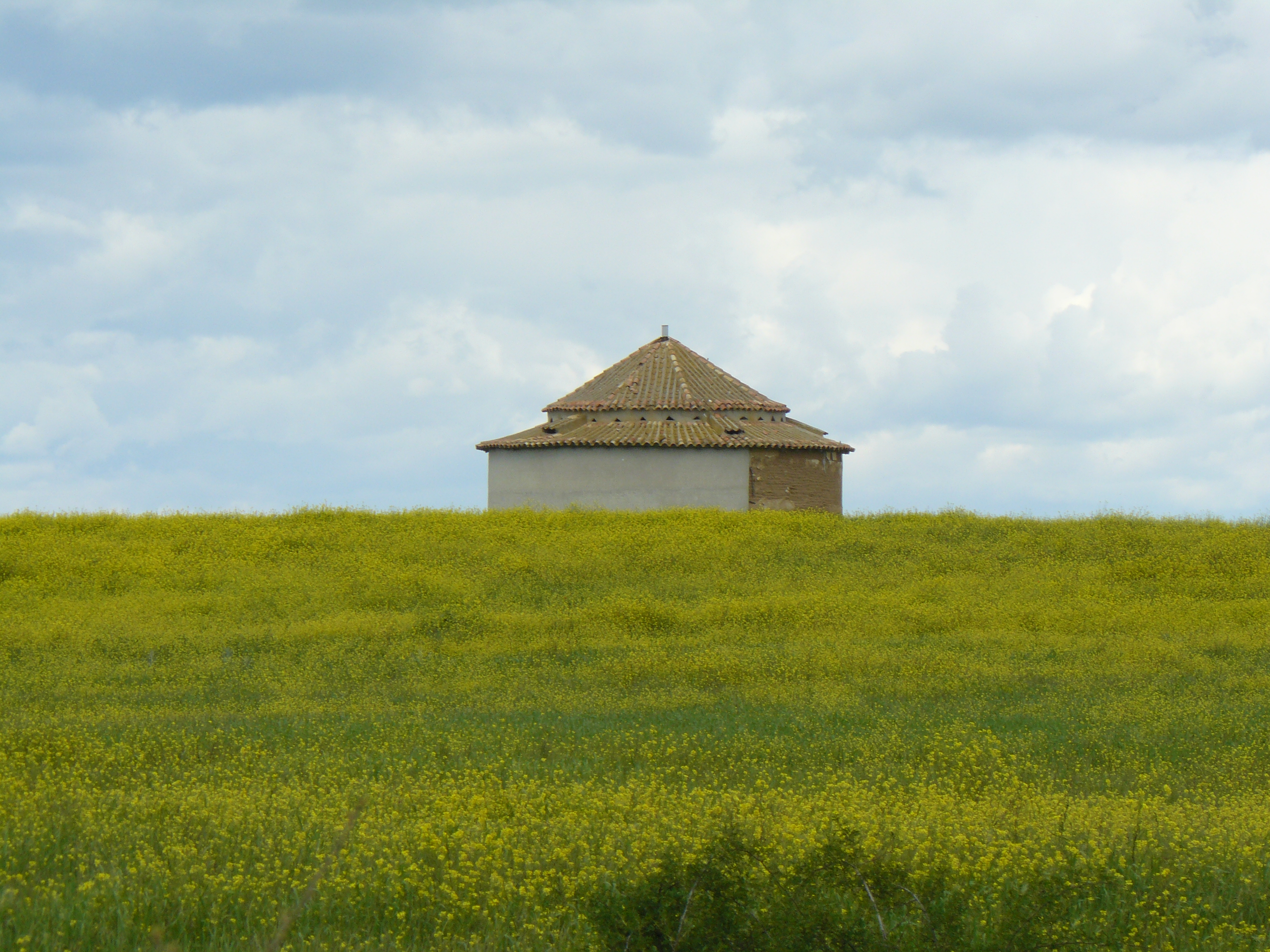
Paisaje y palomar

Población dedicada fundamentalmente a la agricultura y a la ganadería, en el siglo XVIII contaba con 23 telares, que desaparecieron con la industrialización del sector.

## Monumentos y lugares de interés

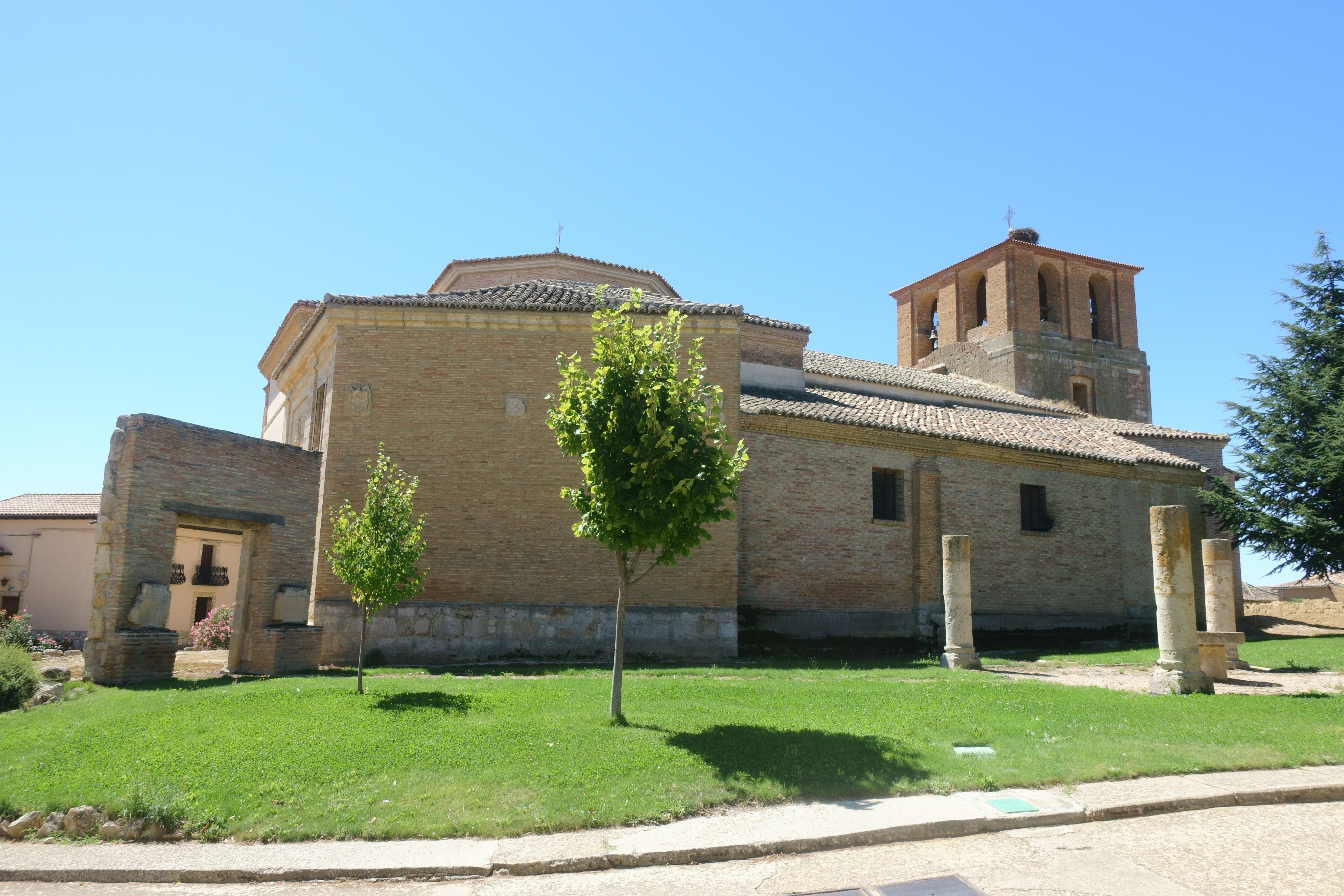
Iglesia de San Agustín y columnas del antiguo hospital de Todos los Santos, desaparecido

Iglesia de San Agustín: en 1584 el maestro cantero cántabro Juan de la Cuesta diseñó las trazas de la capilla Mayor. Originalmente levantada en el siglo XIV, la estructura actual se debe a las reformas que se llevaron a cabo en el XVIII. De estilo mudéjar, su torre consta de tres cuerpos. Cuenta con tres naves, amplio crucero y cúpula barroca. En el templo se encuentra el primer órgano ibérico fabricado por Tadeo Ortega, de 1776 y restaurado entre 1985 y 1997. Reúne obras de arte de otras de las iglesias desaparecidas de la localidad, como una escultura en alabastro de Juan de Juni.
Junto al canal de Castilla, se encuentran restos de una antigua harinera y un almacén. Junto a ellos se encuentra una dársena y una esclusa de planta rectangular con un puente para salvar el canal.
En la población se encuentran varios palomares, típicos de la Tierra de Campos. Parte de sus edificios son aún de adobe y tapial, materiales tradicionales en la región. Cuenta asimismo con un crucero, una fuente barroca donación del obispo de León y un arco, resto de la antigua muralla medieval, que se incluyó en el edificio del Ayuntamiento erigido en el siglo XVI.

## Vecinos ilustres
Francisco Blanco de Salcedo (Capillas, Palencia, 1 de enero de 1512 - Santiago de Compostela, 26 de abril de 1581). Religioso y arzobispo español. Sufragó diversas obras en Capillas, como la fuente del siglo XVI o un pósito para almacenar grano para los pobres, más tarde utilizada como cárcel y teatro.